# Confessions Tour
De Confessions Tour was een concertenreeks van Madonna rondom haar in 2005 verschenen hitalbum “Confessions on a Dance Floor”. De tour startte in Los Angeles (VS) op 21 mei en bracht Madonna vervolgens naar een aantal andere Amerikaanse steden, Canada, Wales, Engeland, Italië, Duitsland, Denemarken, Frankrijk, Nederland, Tsjechië, Rusland en tot slot Japan. Op 3 en 4 september stond Madonna met haar Confessions Tour in een uitverkochte Amsterdam ArenA. DJ Paul Oakenfold verzorgde tijdens de stadionconcerten in Europa het voorprogramma.

## Omzet

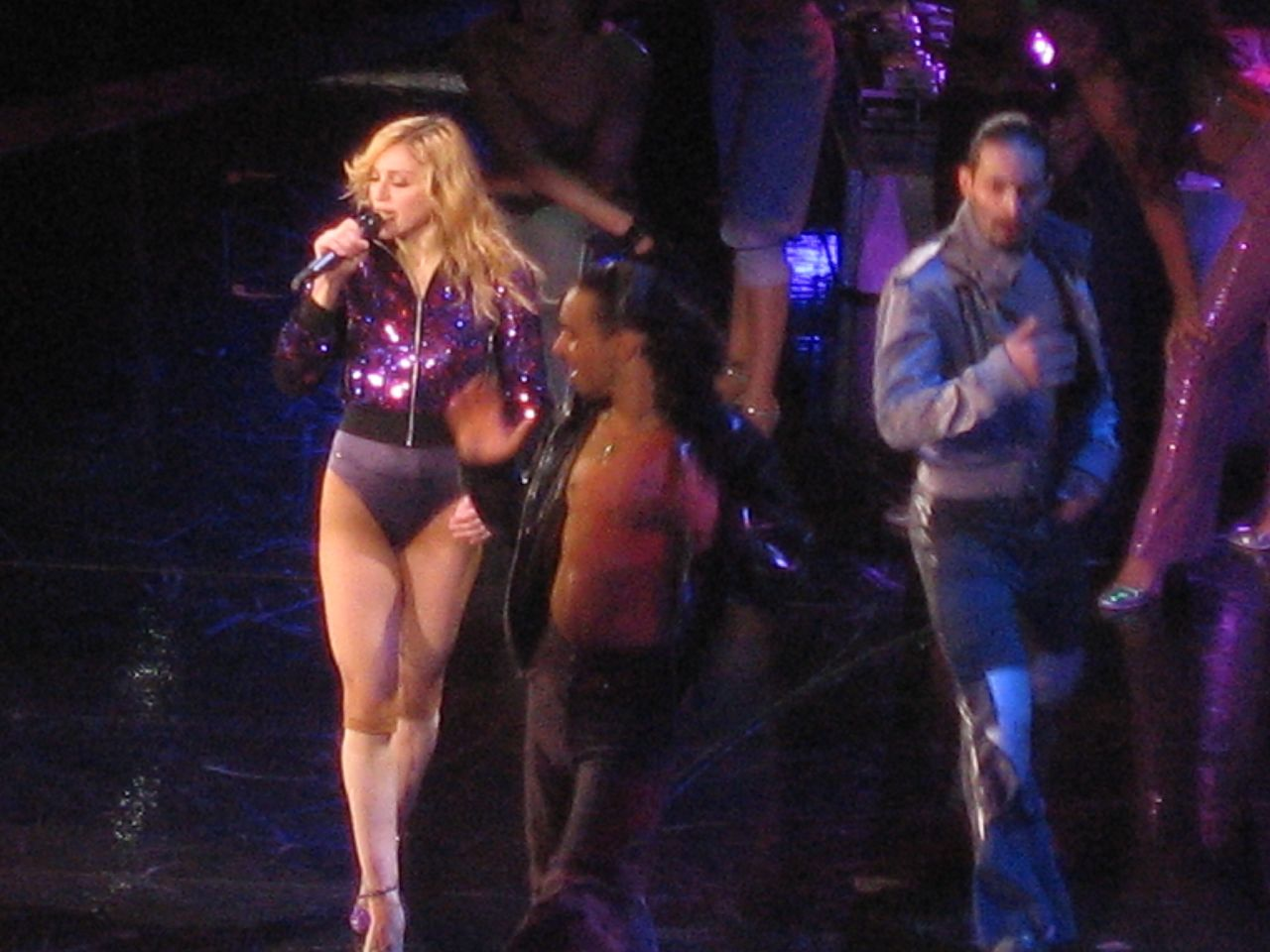